# Neoloxotaenia
Neoloxotaenia är ett släkte av tvåvingar. Neoloxotaenia ingår i familjen fritflugor.

## Arter inomNeoloxotaenia[1]
- Neoloxotaenia fasciata
- Neoloxotaenia gracilis
- Neoloxotaenia halterata
- Neoloxotaenia luzonicus
- Neoloxotaenia umbrosa